# Neolophonotus somali
Neolophonotus somali är en tvåvingeart som beskrevs av Jason Gilbert Hayden Londt 1990. Neolophonotus somali ingår i släktet Neolophonotus och familjen rovflugor.
Artens utbredningsområde är Somalia. Inga underarter finns listade i Catalogue of Life.